# Křemenáč černotřeňový
Křemenáč černotřeňový (Leccinum atrostipitatum) je jedlá houba z čeledi hřibovitých, z rodu křemenáč. Jde o velmi dobrou jedlou houbu, která podobně jako ostatní křemenáče vyžaduje před požitím tepelné zpracování.

## Popis
Klobouk je v mládí skoro kulovitý, později sklenutý, v dospělosti rozprostřený, 5–15 (25) cm široký, meruňkově narůžovělý až meruňkově nahnědlý. Rourky jsou v mládí bělavé, v dospělosti olivově hnědé až kouřově šedohnědé, póry jsou drobné, kulaté, barvy rourek, poraněním se téměř nezbarvují. Třeň je kyjovitý až řepovitý, dosti silný až tlustý; 7–16 (25) cm dlouhý a 2–5 (8) cm tlustý, bělavý, od mládí pokrytý černými šupinami (viz název); poraněním rezavějící, na bázi modrozelenající.
Dužnina je bělavá, poraněním šedofialovějící a posléze červenofialovějící; chuti i vůně příjemné až lahodné. Výtrusy jsou podobně velké jako u ostatních druhů křemenáčů, elipsoidní; výtrusný prach je hnědý. Roste nepříliš hojně od července do října výhradně pod břízami. Upřednostňuje kyselejší půdy.